# Kanton Meyzieu
Kanton Meyzieu (francouzsky Canton de Meyzieu) je francouzský kanton v departementu Rhône v regionu Rhône-Alpes. Tvoří ho sedm obcí.

## Obce kantonu
- Colombier-Saugnieu
- Jonage
- Jons
- Meyzieu
- Pusignan
- Saint-Bonnet-de-Mure
- Saint-Laurent-de-Mure